# Poliptèrids
Els poliptèrids (Polypteridae) és l'única família de peixos inclosa en l'ordre Polypteriformes de peixos actinopterigis, d'aspecte molt primitiu. Totes les espècies es troben confinades a les aigües de rius i llacs d'Àfrica.

## Aquariologia
Els poliptèrids són unes espècies molt populars en aquaris. Encara que són depredadors, són espècies pacífiques i relativament poc actives, i prefereixen romandre assentades al fons de l'aquari, per la qual cosa molt adients per a posar-les al costat d'espècies nedadores de grandària prou gran perquè no siguin preses. Alguns peixos gat (Loricariidae), usats com a netejadors en aquaris, poden atacar el poliptèrid i succionar-li la pell.

## Gèneres i espècies
En l'actualitat, existeixen unes 10 espècies -unes 80, si en tenim en compte les subespècies, agrupades en dos gèneres:
- Gènere Erpetoichthys
  - Erpetoichthys calabaricus (Smith, 1865)
- Gènere Polypterus
  - Polypterus ansorgii (Boulenger, 1910)
  - Polypterus bichir (Lacépède, 1803)
  - Polypterus delhezi (Boulenger, 1899)
  - Polypterus endlicheri (Heckel, 1847)
  - Polypterus mokelembembe (Schliewen i Schafer, 2006)
  - Polypterus ornatipinnis (Boulenger, 1902)
  - Polypterus palmas (Ayres, 1850)
  - Polypterus retropinnis (Vaillant, 1899)
  - Polypterus senegalus (Cuvier, 1829)
  - Polypterus teugelsi (Britz, 2004)
  - Polypterus weeksii (Boulenger, 1898)

Entre les espècies extingides, s'inclou:
- Polypterus faraou